# Quelante de fosfato

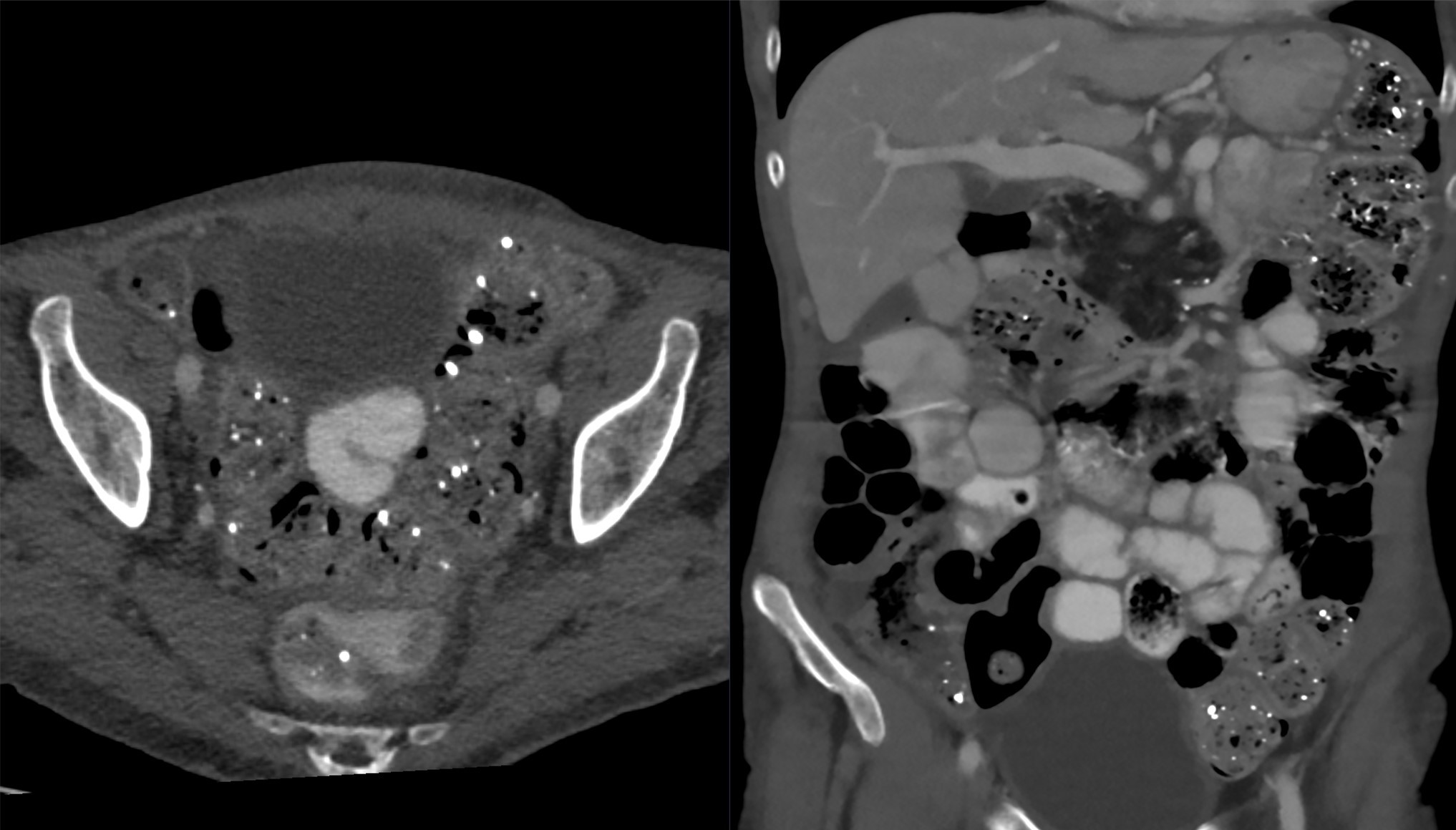
Quelantes de fosfato en el colon visibles en la tomografía computarizada como múltiples pequeños cuerpos extraños radiopacos.

Los quelante de fosfato son un grupo de medicamentos quelantes que son tomados con las comidas y bocadillos para reducir la absorción del fosfato. Son usados típicamente en pacientes con insuficiencia renal crónica (CRF) dado que ellos no pueden librarse del fosfato que entra en su sangre (es decir el fosfato del suero es típicamente elevado en la insuficiencia renal crónica).

## Uso clínico
Para los pacientes con insuficiencia renal crónica, es importante controlar el fosfato del suero porque este está asociado a la patología del hueso y es regulado junto con el calcio del suero por la hormona paratiroidea (PTH). Los altos niveles de fosfato (en el suero), conocido como hiperfosfatemia, normalmente resultan en una elevación del nivel de PTH, que entonces conduce a más excreción de fosfato en la orina. Si los riñones no funcionan correctamente, el nivel de fosfato aumenta. También, los niveles de calcio del suero tienden a ser bajos. Esto es porque los riñones con insuficiencia renal crónica no producen la forma activa de vitamina D (1,25-dihydroxycholecalciferol), la cual es importante para la absorción del calcio del alimento. Niveles bajos de calcio del suero, como el fosfato alto, también conducen a una PTH alta.
Una alta PTH conduce a una gran movilización de calcio del hueso y, si no se substituye, se pierde masa ósea. La pérdida ósea y el daño debido al CRF se llama osteodistrofia renal. Para evitar una PTH alta y pérdida del hueso en pacientes con CRF, típicamente los pacientes evitan la ingesta de alta cantidad de fosfato y toman suplementos de calcio, vitamina D y quelantes de fosfato.

## Mecanismo de acción
Estos agentes trabajan enlazándose al fosfato en el tracto gastrointestinal, de tal modo que lo hace inasequible para la absorción por el cuerpo. Por lo tanto, estas drogas son usualmente tomadas con las comidas para enlazar cualquier fosfato que pueda estar presente en el alimento ingerido. Los quelantes de fosfato pueden ser simples entidades moleculares (como el aluminio, calcio, o sales de lantano) que reaccionan con el fosfato y forman un compuesto insoluble. los quelantes de fosfato, tales como sevelamer, también pueden ser estructuras poliméricas que se enlazan al fosfato y entonces son excretadas.

## Efectos adversos
Con respecto a los quelantes de fosfato, los compuestos que contienen aluminio, como el hidróxido de aluminio, son los menos preferidos porque la ingesta prolongada de aluminio puede causar encefalopatía y osteomalacia. Si el calcio ya se está usando como suplemento, el calcio adicional usado como quelante de fosfato puede causar hipercalcemia y calcificación que daña los tejidos. Se pueden evitar estos efectos adversos al usar quelantes de fosfato que no contienen calcio o aluminio como ingredientes activos, tales como carbonato de lantano o sevelamer.

## Quelantes de fosfato comunes
- Acetato de calcio (Royen®, Phosex®)
- Carbonato de calcio (Mastical®, Calcichew®, Titralac®)
- Hidróxido de aluminio (Alugen®, Alucaps®, Pepsamar®)
- Carbonato de lantano (Fosrenol®)
- Sevelamer (Renagel®)

### Quelantes de fosfato comunes (genéricos)
- Lanthanum - medlineplus.org
- Sevelamer - medlineplus.org
- Calcium Supplements (Systemic) - medlineplus.org

- Datos: Q661790
- Multimedia: Phosphate binders / Q661790